# Municipio de Louisburg (Carolina del Norte)
El municipio de Louisburg (en inglés: Louisburg  Township) es un municipio ubicado en el  condado de Franklin en el estado estadounidense de Carolina del Norte. En el año 2010 tenía una población de 8.496 habitantes.

## Geografía
El municipio de Louisburg  se encuentra ubicado en las coordenadas 36°6′14.61″N 78°16′50.75″O / 36.1040583, -78.2807639.